# Arpi
För andra betydelser, se Arpi (olika betydelser).
Arpi, även Argyrippa eller Argos Hippium, var en daunisk stad i Apulien nära dagens Foggia i Italien. Enligt legenden skulle den ha grundats av Diomedes. Hästuppfödning var en viktig näring i staden, vilket också framgår av att man valde att prägla hästar på sina mynt. Historikern Strabon har påstått att man med utgångspunkt i stadens mycket tjocka murar kan se att den måste ha varit en av de viktigaste på Apenninska halvön. 
För att försvara sig mot samniterna valde Arpi att bli allierade med Rom. I pyrriska kriget stod arpi-borna på Roms sida och bistod med en styrka på 4000 man och 400 hästar. Arpi var romarriket troget fram till slaget vid Cannae. År 213 f.Kr. erövrade romarna staden och den återfick aldrig sin forna betydelse.